# Стен Андерссон
Стен А́ндерссон (швед. Stan Andersson; нар. 20 квітня 1923, Стокгольм, Швеція — пом. 16 вересня 2006) — відомий шведський соціал-демократ, який увійшов у світову історію як один з організаторів відновлення діалогу між урядом Ізраїлю та Організацією визволення Палестини наприкінці 1980-х років.

## Юні роки та кар'єра
Народився 20 квітня 1923 року в районі Стокгольма Седермальм і виріс в Енскеді.
Після початкової школи в Скарнаці закінчив середню вечірню школу в Кунгшолмені. У 1940—1945 працював в поштовому відділенні, з 1945 по 1953рр — учителем і гідом. Вступив в соціалістичну партію Швеції в 1942 році і був головою місцевого клубу Свобода у 1945–1948 роках.
Навчався в Стокгольмському університеті у 1945–1950 роках. У 1949 Андерссон був обраний делегатом на конгрес Шведської Соцпартії і з 1951 по 1962 був депутатом міської ради Стокгольма. У 1953—1958 роках працював в муніципалітеті Стокгольма як омбудсмен, з 1958 по 1962 як секретар по роботі з політичними силами в Стокгольмі. Після виборів в 1962 році секретарем партії став Свен Асплінг і Андерссон був обраний його наступником в 1963 році. Він став також членом виконавчого комітету партії. На виборах 1966 Андерссон був обраний у верхню палату парламенту Вермланда(1966–1970рр). У 1969 Стен Андерссон балотувався на пост лідера партії, але програв Улофу Пальму. У 1975 році був обраний головою муніципалітету Стокгольма, а в 1974–1977 роках був директором Стокгольмській фондовій біржі. Після парламентських виборів в 1982 році він керував соціальним забезпеченням з 8 жовтня 1982 по 14 жовтня 1985 і створив систему взаємозв'язку розміру пенсій з індексом споживчих цін.

## На посаді міністра закордонних справ
14 жовтня 1985 Андерссон був призначений міністром закордонних справ. Під час його перебування на посаді він активно брав участь у вирішенні палестино-ізраїльського конфлікту і мав тісні контакти з головою ООП Ясіром Арафатом і домігся того, що Ізраїль нарешті, визнав право на існування Палестини. Андерссон був ініціатором і організатором переговорного процесу між радикальними євреями і палестинцями з метою відкритого пошуку шляхів мирного вирішення конфлікту.

## Особисте життя
Був одружений двічі. Мав шестеро дітей від двох шлюбів.
Як особистість Стен Андерссон володів тонким почуттям гумору і незалежним поглядом на світ, відстоював соціал-демократичні принципи інтернаціоналізму, справедливості і соціального захисту громадян.